# Großröda
Großröda este o comună din landul Turingia, Germania.